# Prajágrádzs
Prajágrádzs (hindi: प्रयागराज , angol: Prayagraj), korábbi nevén Alláhábád (hindi:इलाहाबाद) város India területén, Uttar Prades szövetségi államban, a két szent folyó, a Gangesz és a Jamuna találkozásánál, félúton Delhi és Kolkata között. 12 évente a Kumbh mela ünnepén hinduk tömege zarándokol ide, hogy megfürödjenek a szent vizekben, s így megtisztítsák a lelküket. 
A város lakossága 1,11 millió, az agglomerációé 1,21 millió fő volt 2011-ben.
A város gazdaságában jelentős a malomipar, élelmiszeripar, a textilgyártás, cukorkereskedelem, az informatika.
Három állami egyetemnek ad otthont, amelyből az egyiket 1887-ben alapítottak, míg a Harish-Chandra kutatóintézetet 1966-ban.
Itt tartják évente az Indira Marathon futást, az egykori miniszterelnök, Indira Gandhi születésének évfordulóján.
Prajágrádzs India egyik legrégebbi városa és a hindu szent iratokban központi szerepet játszik.

## Története
Az árják Kr. e. 1500 körül özönlötték el Indiát és alapítottak e vidéken egy napjainkig szent helyként tisztelt várost, amelyet Prajágának, azaz "áldozati hely"-nek neveztek el. Kr. e. 242-ben Asóka buddhista uralkodó emeltetett itt egy máig fennmaradt kőoszlopot, amelybe rendeleteit vésette. 
1575-ben a Nagy Akbar mogul sah építtetett itt erődöt. A 19. században a britek tartományi székhelye, valamint az 1857-es szipojlázadás összecsapásainak színtere. 1885-ben itt hívták össze először az Indiai Nemzeti Kongresszust (amely később Indiai Kongresszusi Párt néven került hatalomra). A 20. század közepén az Ánand Bhavan (a Nehru–Gandhi család háza) a független India egyik szellemi központja volt.

## A város szülöttei
- Dzsaváharlál Nehru
- Indira Gandhi
- Vishwanath Pratap Singh
- Vikas Swarup
- Manindra Agrawal

## Galéria

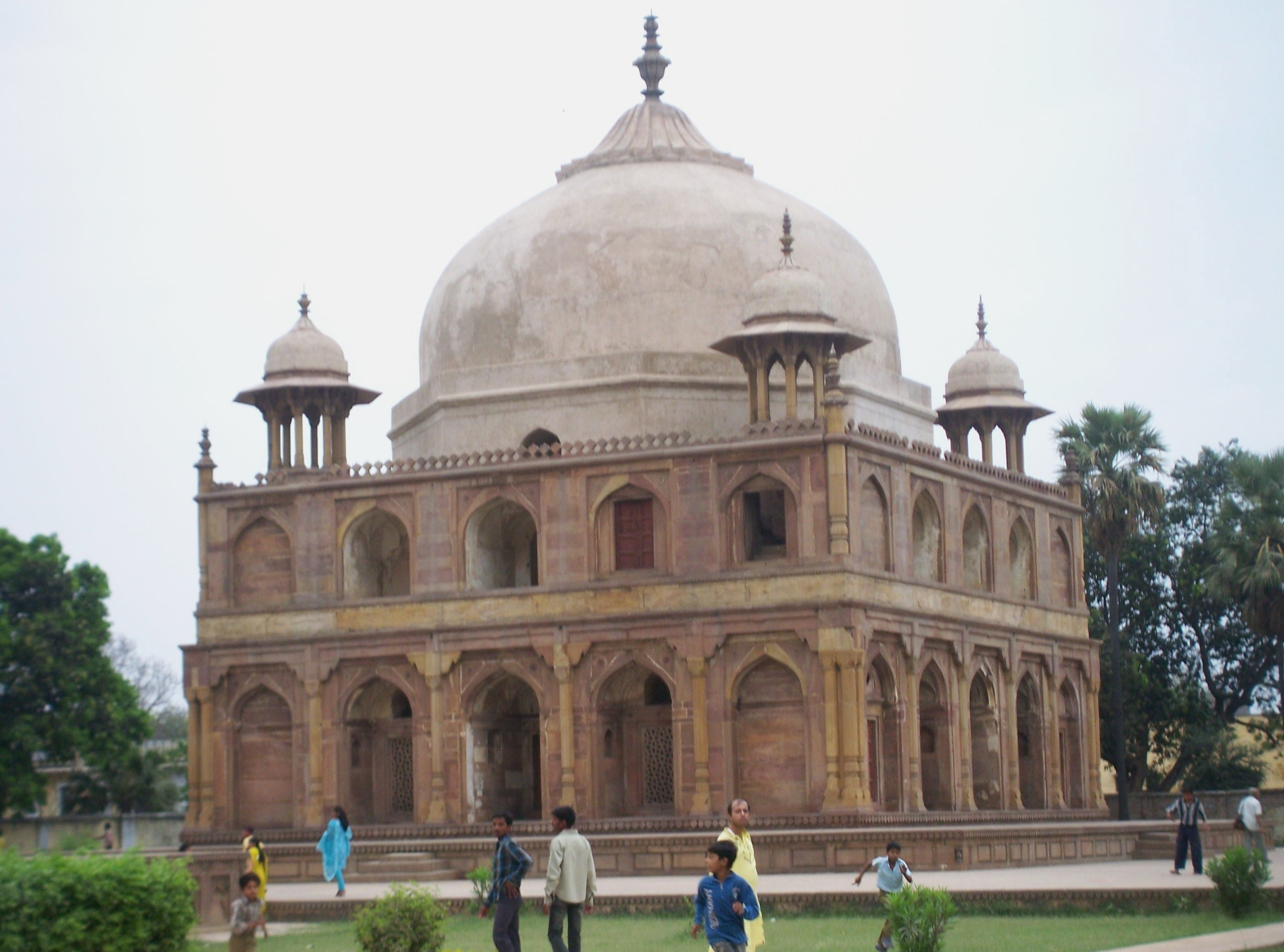
Kuszro herceg síremléke
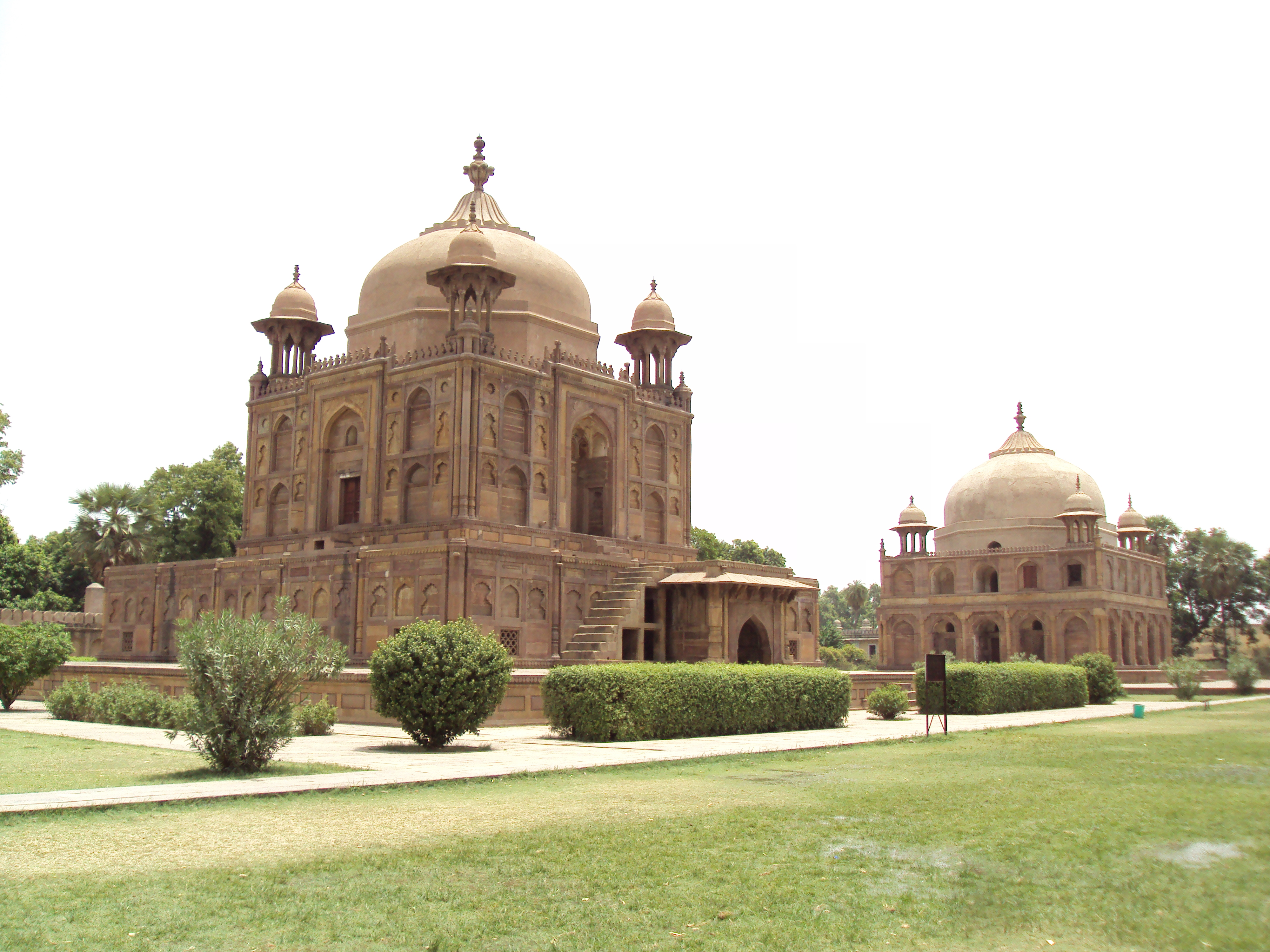
Khusru Bagh
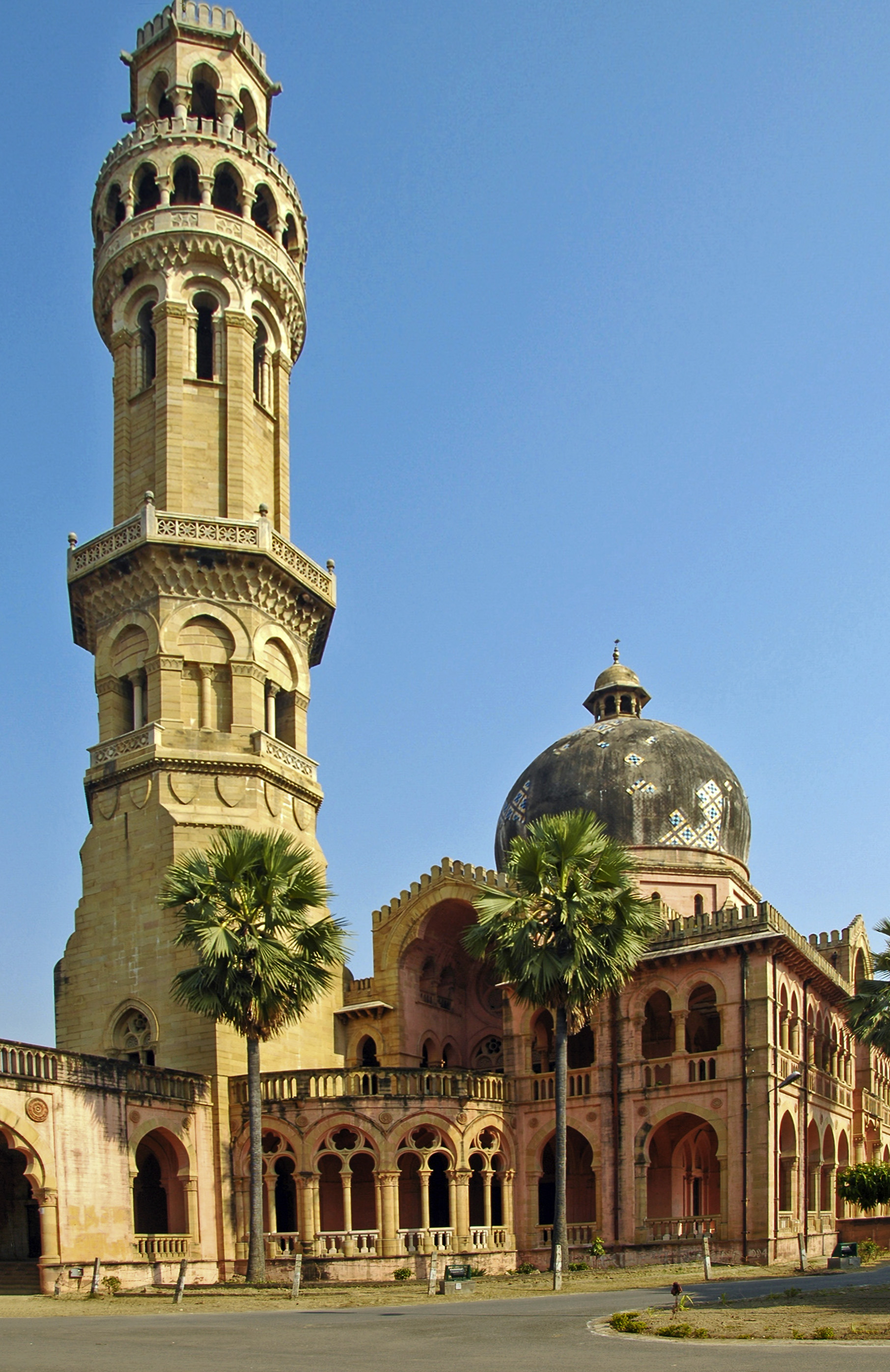
Egyetemi épület
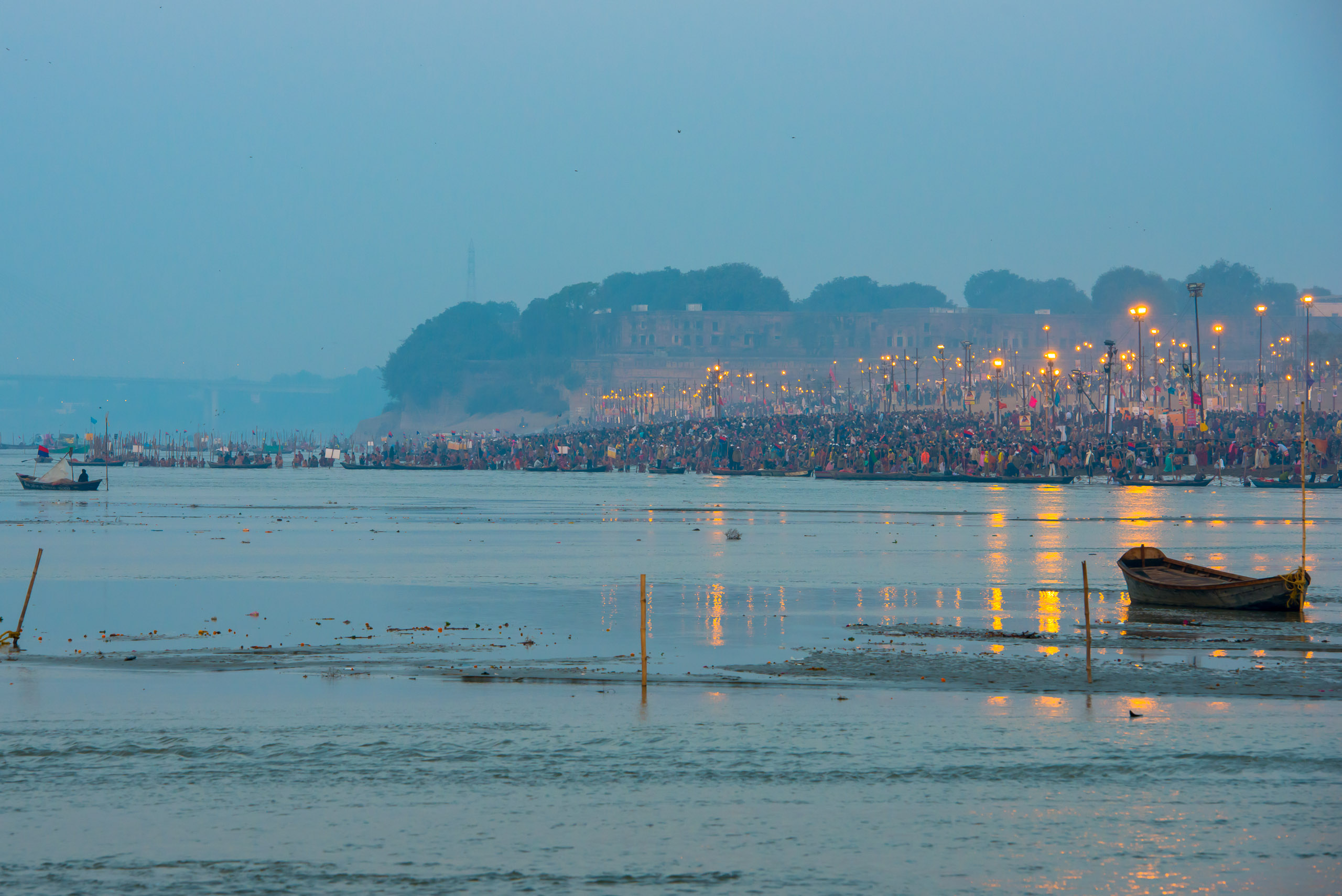
Zarándokok a folyónál
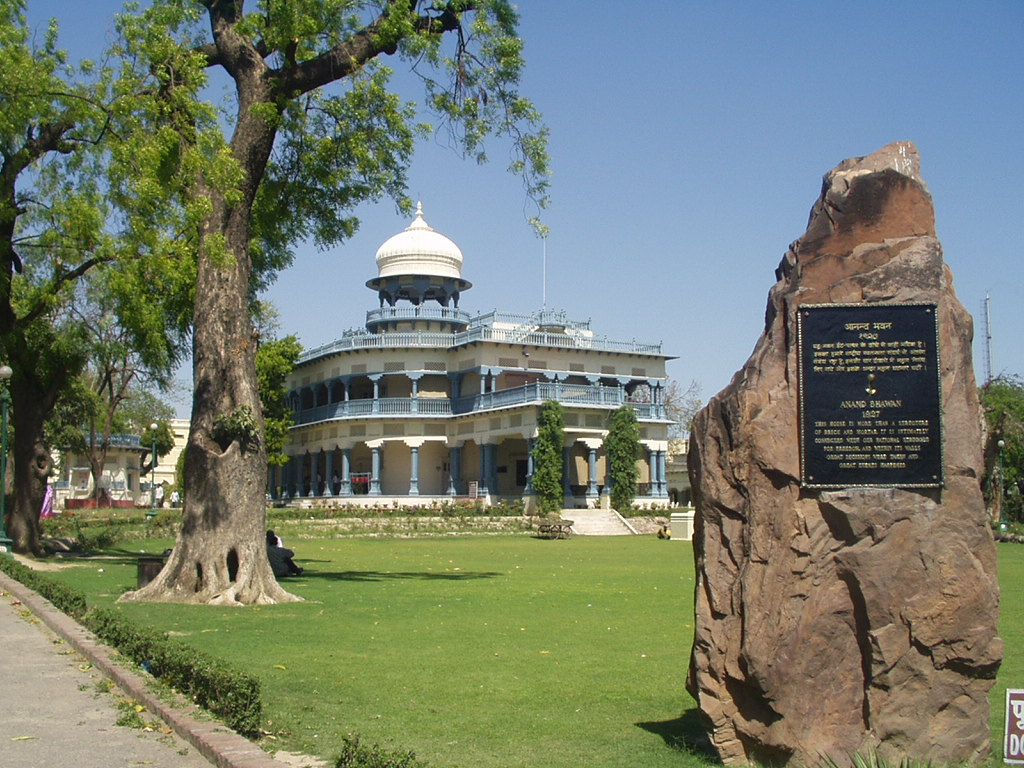
Ánand Bhavan

## Fordítás
Ez a szócikk részben vagy egészben  az   Allahabad című angol Wikipédia-szócikk fordításán alapul.  Az eredeti cikk szerkesztőit annak laptörténete sorolja fel. Ez a jelzés csupán a megfogalmazás eredetét és a szerzői jogokat jelzi, nem szolgál a cikkben szereplő információk forrásmegjelöléseként.